# З. Маркас (роман)
«З. Маркас» (фр. Z. Marcas) — новелла французского писателя Оноре де Бальзака, написанная в 1840 году и впоследствии вошедшая в собрание сочинений «Человеческая комедия». Впервые была опубликована 25 июля 1840 года в журнале «Парижское обозрение».

## Предыстория
Оноре де Бальзак на протяжении своей жизни интересовался различными вещами, включая бизнес и политику. После трёх лет обучения на адвоката, он под различными псевдонимами написал ряд новелл сомнительного качества (англ. Potboiler). Также он потерял взятые в заём крупные денежные суммы на издательском деле, пытаясь заработать на выпуске дешёвых изданий классики. К 1828 г. он был должен своей матери 50 тыс. франков.
Хотя его взгляды на политику постоянно менялись, Бальзак прежде всего был легитимистом, которые поддерживали дома Бурбонов и считали революцию 1830 года виновной в отсутствии сильного руководства во Франции. В 1832 г. он объявил о намерении баллотироваться в палату депутатов во французском парламенте. Хотя его выдвижение столкнулось со множеством проблем, он организовал серьёзную предвыборную кампанию, которая была в основном осмеяна во французской прессе. Так, отсылая читателей к ставшему прорывным для писателя роману 1831 г. Шагреневая кожа («Кожа дикого осла»), газета Le Figaro писала: «Впервые кто-нибудь видел, как избирателей ласкают ослиной кожей.» Хотя позже писатель демонстрировал интерес к государственной власти, свои политические взгляды он в основном выражал в своих произведениях.
В июле 1840 г. он решил объединить возможность заработать со своей политической позицией, вместе со своим другом Арманом Дютаком основав журнал «Парижское обозрение» (фр. "Revue Parisienne"'). Будучи уже знакомым с издательским ремеслом, писатель считал себя специалистом и в торговле. «Эта гигантская машина, известная как журналистика», как он писал, «такая же простая, как обжигающий вертел, вращаемый лакеем.» Бальзак планировал публиковать в новом издании свои произведения с целью борьбы с популярностью серийного формата "роман-фельетон". Однако Дютак в сентябре того же года прекратил финансирование проекта, просуществовавшего всего три выпуска, чем был положен окончательный выход писателя из издательского бизнеса.

## Создание и издание
Летом 1840 г. Бальзак обсуждал со своим другом Леоном Гозданом силу человеческого имени. В своём комическом эссе Balzac en pantoufles, Гозлан рассказывает о настойчивости своего соратника: "On est nommé là-haut avant de l'être ici-bas. C'est un mystère auquel il ne convient pas d'appliquer, pour le comprendre, les petites règles de nos petits raisonnements." («Мы названы там [на небесах heaven] ещё до того, как получаем имена здесь внизу. Это загадка, ради понимания которой нельзя применять мелкие правила наших незначительных рассуждений.»)
Бальзак убедил своего друга, что лишь на парижских улицах они смогут найти подходящее имя для придуманного им персонажа — политического гения, уничтоженного заурядностью времени. В итоге они наткнулись на восхитившую Бальзака вывеску портного, носившего имя З. Маркас. Писатель верил, что это имя предполагает "l'esprit je ne sais quoi de fatal" («какую-то таинственную фатальность»), и выбрал его для своего главного героя. Вскоре он написал 30-страничную историю.
З. Маркас был опубликован 25 июля 1840 г. в первом номере "Парижского обозрения". Он был переиздан через год в сборнике различных авторов «Запретный фрукт» под названием "La Mort d’un ambitieux" («Смерть честолюбца»). В 1846 году, Незадолго до своей смерти, Бальзак включил «З. Маркаса» в двенадцатый том первого издания «Человеческой комедии» («Сцены политической жизни»).

## Сюжет
История излагается в формате рассказа от первого лица, при этом о самом рассказчике мало что известно вплоть до окончания произведения. Перед самой историей рассказчик размышляет о природе человеческого имени и его влиянии на своего носителя и его судьбу на примере З. Маркаса.
1836 год, город Париж. Рассказчик Шарль живёт со своим другом Жюстом в большом пансионе, постояльцами которого в основном являются такие же студенты (Шарль изучает юриспруденцию, Жюст — медицину). Единственным исключением является их сосед средних лет З. Маркас, о существовании которого друзья узнали спустя полгода. Выясняется, что он ведёт аскетическую жизнь за счёт переписки документов. Когда у студентов не оказывается средств на покупку табака, Маркас предлагает им из своего запаса. Так между ними начинается дружба, и студенты скоро узнают его судьбу.
Рождённый в бретонском Витре и названный в честь особо почитаемого в регионе святого Зефирина, Маркас в раннем возрасте осознаёт собственное честолюбие. В 20 лет, отказавшись после бесплатного обучения в семинарии от будущего сана священника, он прибывает в Париж с 200 франков в кармане. Маркас оканчивает юридический факультет и параллельно работает старшим клерком у стряпчего, после чего решает заняться политикой в качестве журналиста в надежде улучшить государственное управление страной. В надежде на будущую помощь в преодолении имущественного ценза для избрания в парламент, он решает объединиться с неназванным депутатом, уступавшим Зефирину в мудрости и проницательности. Они стали работать в команде: депутат действует в качестве публичного лица, а пребывающий в стане оппозиции Маркас становится его тайным советником. Вскоре первый входит в состав министерства и быстро забывает как об оказанной помощи, так и о своих обещаниях. В отместку Маркас принимает участие в свержении министерства, попутно опубликовав имевшийся компромат.
Однако вскоре этот государственный муж помогает Маркасу избавиться от долгов и добивается его назначения главным редактором газеты, которая становится на сторону низвергнутого чиновника. Новое министерство не выдерживает и 180 дней, и с возвращением депутата в его новый состав издание становится откровенно провластным. Но государственный деятель снова обманывает Маркаса, который лишается работы из-за слияния своей газеты с другой. Теперь Зефирин не может работать в журналистике: с ним не хотят сотрудничать министерские (из-за негласного запрета) и оппозиционные издания, сам он не готов сотрудничать со стремящимися разрушить действующий государственный строй легитимистами и республиканцами. Следующие два года он перебивался случайным заработком и работой в газете противников министра, закрывшейся после очередного свержения последнего. В прошедшие с того момента и до знакомства со студентами полгода Маркас зарабатывал себе на жизнь перепиской бумаг, что позволяло ему жить на 30 су в день и финансово помогать родственникам. Произошедшие события морально надломили этого человека, имевшего все таланты государственного и политического деятеля и составившего для Шарля и Жюста аналитические записки с советами и прогнозами, ряд из которых сбылись ещё до окончания романа. Действующему режиму он не оставляет и десяти лет.
В конце концов его друг-политик просит о помощи в третий раз, гарантируя должность в государственном аппарате и будущее депутатство. Маркас общается с ним пренебрежительно и откровенно глумливо, но студенты в итоге убеждают его рискнуть и дают 200 франков на будущие расходы. Через три месяца Маркас снова появляется в пансионе, больной и измученный. Государственный деятель, чьё министерство пало за этот срок, более уже не посещает своего благодетеля, который умирает тридцатипятилетним в январе 1838 года. Похороны организовывают двое студентов, которые на основе личного опыта и случая с З. Маркасом решают покинуть Францию, не дающую своей молодёжи возможности для самореализации. Жюст отправляется работать врачом в Азию, а рассказчик — Шарль Рабурден — отплывает к Малайским островам.

## Персонажи
Вдобавок к особому имени, З. Маркас имеет запоминающуюся внешность, которую его соседи сразу подмечают. В первом предложении новеллы упомянут "saisissant" ("поразительный") внешний вид. Как обычно в своих поздних работах, Бальзак сравнивает своего персонажа с животным: "L'animal de Marcas était le lion. Ses cheveux ressemblaient à une crinière, son nez était court, écrasé, large et fendu au bout comme celui d'un lion, il avait le front partagé comme celui d'un lion par un sillon puissant, divisé en deux lobes vigoureux." ("Маркас походил на льва. Его волосы напоминали гриву, нос был короткий, тупой, широкий, раздвоенный на конце, как у льва, лоб, подобно львиному, делился глубокой бороздой надвое - на два мощных выступа.")
Похоже Маркас предназначен для величия; у него присутствуют потрясающий дух, быстрое и здравое суждение, а также всестороннее знание общественных манер. В его взгляде есть "une puissance" ("сила"), которую он старается не использовать, ибо в прошлом этот дар принёс ему только неприятности. Несмотря на все эти навыки, живущий среди студентов политический гений нуждается в их помощи - именно они подбирают ему подходящую одежду, чтобы он в последний раз поработал на государственного деятеля.
Тем не менее персонаж З. Маркаса олицетворяет собой пылкое стремление к успеху в мире политики и острый ум, стремящийся сделать добро в общественной сфере. Один критики посчитал назвал его "честолюбием в чистом виде". Как и другие гениальные люди в Человеческой комедии, Маркаса можно считать отражением собственного эго и желаний писателя. Как и этот персонаж, Бальзак мечтал о славе и позитивном влиянии; по авторской задумке порыв Маркаса отвергнут и используется в манипуляциях посредственных людей. У автора и придуманного им героя даже была общая черта - они оба предпочитали работать в ночное время.

### Повторяющиеся персонажи
Впервые Оноре де Бальзак привлёк персонажей из более ранних произведений в романе Отец Горио, сделав этот приём отличительной чертой своих произведений. В данном случае рассказчик Шарь Рабурден, чья личность раскрывается в конце новеллы, является сыном главного героя романа 1837 года Чиновники Ксавье Рабурдена, которого сослуживцы с помощью интриг лишают заслуженной должности главы департамента при министерстве. В конце этого произведения Рабурден обещает своей жене, что они добьются успеха в мире бизнеса. Бедность Шарля в З. Маркасе свидетельствует о провале этих надежд.
Взаимодействия Шарля Рабурдена с Маркасом напоминают ему, которые он видел в карьере собственного отца в правительстве. Литературный критик Герберт Дж. Хант отмечает, что Маркас «отображает в политической сфере то, что Рабурден — в административной». Allan H. Pasco придерживается схожей точки зрения: «Шарль извлёк урок от двух наставников: собственного отца и Маркаса. У выдающихся людей нет будущего в политике, управлении или бизнесе — по крайне мере не во Франции.»
Использование Бальзаком повторяющихся персонажей давало его читателям беспрецедентную глубину и описание образов. «Эта техника», настаивает критик Мэри Сьюзан МакКарти, «не только дала ему объединяющий принцип, но также предложила читателю сеть взаимоотношений, с помощью которой можно объединить множество отдельных историй и новелл с участием персонажей, создав вымышленную вселенную Человеческой комедии.» Известны случаи, когда некоторые читатели боялись глубины, созданной взаимосвязанными историями, и чувствовали себя лишёнными важного контекста для понимания персонажей. Автор детективных романов Артур Конан-Доль говорил, что никогда не пытался читать Бальзака, потому что «не знал, с чего начать».
З. Маркас появляется в рассказе Бальзака Принц богемы, который автор дважды пересматривал до публикации окончательном виде. В издании 1846 года персонаж Марселя заменён на Маркаса; но это могла быть ошибка издателя. Как объяснял Энтони Пью: «эта деталь необъяснима; главный герой З. Маркаса, который не появляется за пределами собственной истории, кажется маловероятным кандидатом на эту роль. Могла ли это быть опечатка?»

## Стиль
Бальзак был известен своим реализмом, в том числе изысканными деталями при описании людей и мест. Его фанатизм по поводу имени З. Маркаса приводится как пример «усердия» автора к «близкому местному колориту». На первый план выдвигается вера Бальзака в связь между именем и судьбой; образец, продемонстрированный в З. Маркасе, отражает многое в большей коллекции работ Бальзака. Как выразился критик Чарльз Аффрон: «Создатель вселенной, столь связанной внутренними ритмами и звучащей с таким количеством отголосков, не колеблясь подразумевает, что зародыши неудачи персонажа можно найти в физических качествах его имени». Эта идея пришла к Бальзаку от Лоренса Стерна, как он признал в своем рассказе 1841 года Урсула Мируэ: "[N]e doit-on pas reconnaître avec Sterne l'occulte puissance des noms, qui tantôt raillent et tantôt prédisent les caractères?" («Не следует ли нам согласиться со Стерном в признании оккультной силы в именах, которые иногда высмеивают, а иногда определяют характеры их носителей?»)
З. Маркас также включает множество других примеров реалистичных деталей. Студенты живут в запущенной среде, обставленной"qu'un maigre tapis en lisière" («лишь клочок тонкого ковра»). Они делят "une blonde perruque de tabac turc" («рыжевато-коричневую веточку турецкого табака») со своим соседом, и все трое обсуждают политических деятелей, взятых непосредственно из недавней истории, включая Уильяма Питта Старшего и вольтижеров. Тем не менее, реалистические детали обычно не находятся на первом плане в комментариях о З. Маркасе. Как объясняет Хант, произведение в основном помнят как «как средство для характерной бальзаковской прихоти».